# MetLife Building
El MetLife Building es un rascacielos de 59 plantas situado encima de la Grand Central Terminal en el 200 de Park Avenue, en la intersección con la Calle 45, en Midtown Manhattan, Nueva York. Construido entre 1960 y 1963 con el nombre de Pan Am Building, sede entonces de la aerolínea Pan American World Airways, fue diseñado por Emery Roth & Sons, Pietro Belluschi y Walter Gropius en Estilo Internacional. En el momento de su inauguración, fue el edificio de oficinas más grande del mundo por superficie, y sigue siendo uno de los cien edificios más altos de los Estados Unidos.

## Historia
En septiembre de 1960, el fundador de Pan Am, Juan Trippe, firmó un alquiler de 25 años y 115,5 millones de dólares al año con el promotor del edificio, Erwin Wolfson, que permitió a la aerolínea ocupar 56 900 m², unas quince plantas, además de una nueva oficina de ventas en la Calle 45 y Vanderbilt Avenue.
Cuando abrió, el 7 de marzo de 1963, el Pan Am Building (como se conocía en ese momento) era el edificio de oficinas más grande del mundo por superficie. Inicialmente era un edificio impopular debido a su falta de proporción y gran escala. Empequeñece al New York Central Building al norte y la Grand Central Terminal al sur. En 1971 le superó en tamaño el World Trade Center y en 1972 55 Water Street.
Fue el último rascacielos construido en Nueva York antes de que se promulgaran leyes que prohibían logos y nombres de empresas en las partes superiores de los edificios. Tenía letreros de cinco metros de altura de "Pan Am" en sus lados norte y sur y globos, el logo de la empresa, de 8 m de diámetro en sus lados este y oeste.
Originalmente, Pan Am ocupaba quince plantas del edificio. Siguió siendo la sede de Pan Am incluso después de que la Metropolitan Life Insurance Company comprara el edificio en 1981. En 1991, la presencia de Pan Am se había reducido a cuatro plantas; en ese año Pan Am trasladó su sede a Miami. Poco después, la aerolínea quebró. El jueves 3 de septiembre de 1992, MetLife anunció que retiraría los letreros de Pan Am del edificio. Robert G. Schwartz, el presidente y director ejecutivo de MetLife, dijo que la empresa decidió retirar los letreros de Pan Am desde que la aerolínea quebrara. En esa época, la sede de MetLife estaba en la Metropolitan Life Insurance Company Tower.
En 2005, MetLife vendió el edificio por 1720 millones de dólares, en su momento el récord para un edificio de oficinas en Estados Unidos. El comprador era un consorcio de Tishman Speyer Properties, el Sistema de Jubilación de Empleados de Nueva York, y el Sistema de Jubilación de Profesores de Nueva York.
En 2015, se reveló que el multimillonario Donald Bren, dueño de la Irvine Company, tenía un 97,3% de la propiedad del edificio. Aunque Tishman Speyer sigue siendo el administrador del edificio, la propiedad de la empresa en el MetLife Building se ha reducido a menos del 3%.

### Servicio de helicópteros
Desde el 21 de diciembre de 1965 hasta el 18 de febrero de 1968 New York Airways ofrecía un servicio de helicópteros Vertol 107 desde el helipuerto de la azotea a la terminal de Pan Am en el Aeropuerto Internacional John F. Kennedy. El servicio se suprimió debido a que la poca cantidad de pasajeros lo hacía poco rentable. Durante un pequeño período, también se ofrecía un servicio al Aeropuerto de Teterboro.
Los vuelos al JFK se reanudaron en febrero de 1977 usando Sikorsky S-61. El 16 de mayo, aproximadamente un minuto después de que aterrizara un S-61L y desembarcaran sus veinte pasajeros, el tren de aterrizaje delantero derecho se rompió, haciendo que el helicóptero se cayera sobre este lado, con los rotores aún girando. Uno de los cinco aspas, de seis metros de longitud, se rompió y se dirigió hacia una multitud de pasajeros que estaban esperando embarcar. Murieron tres hombres al instante y otro murió posteriormente en el hospital. El aspa saltó por encima del lado del edificio, matando a un peatón en la esquina de Madison Avenue y la Calle 43, e hiriendo gravemente a otras dos personas. El servicio de helicópteros se suspendió inmediatamente, y desde entonces nunca se ha reanudado.

### Suicidio de Eli M. Black
En el edificio se produjo el suicidio de Eli M. Black el 3 de febrero de 1975. El director ejecutivo de United Brands Company (actualmente Chiquita Brands International) usó su maletín para romper una ventana y entonces saltó desde esta ventana, en la planta 44, hacia Park Avenue.

## Arquitectura

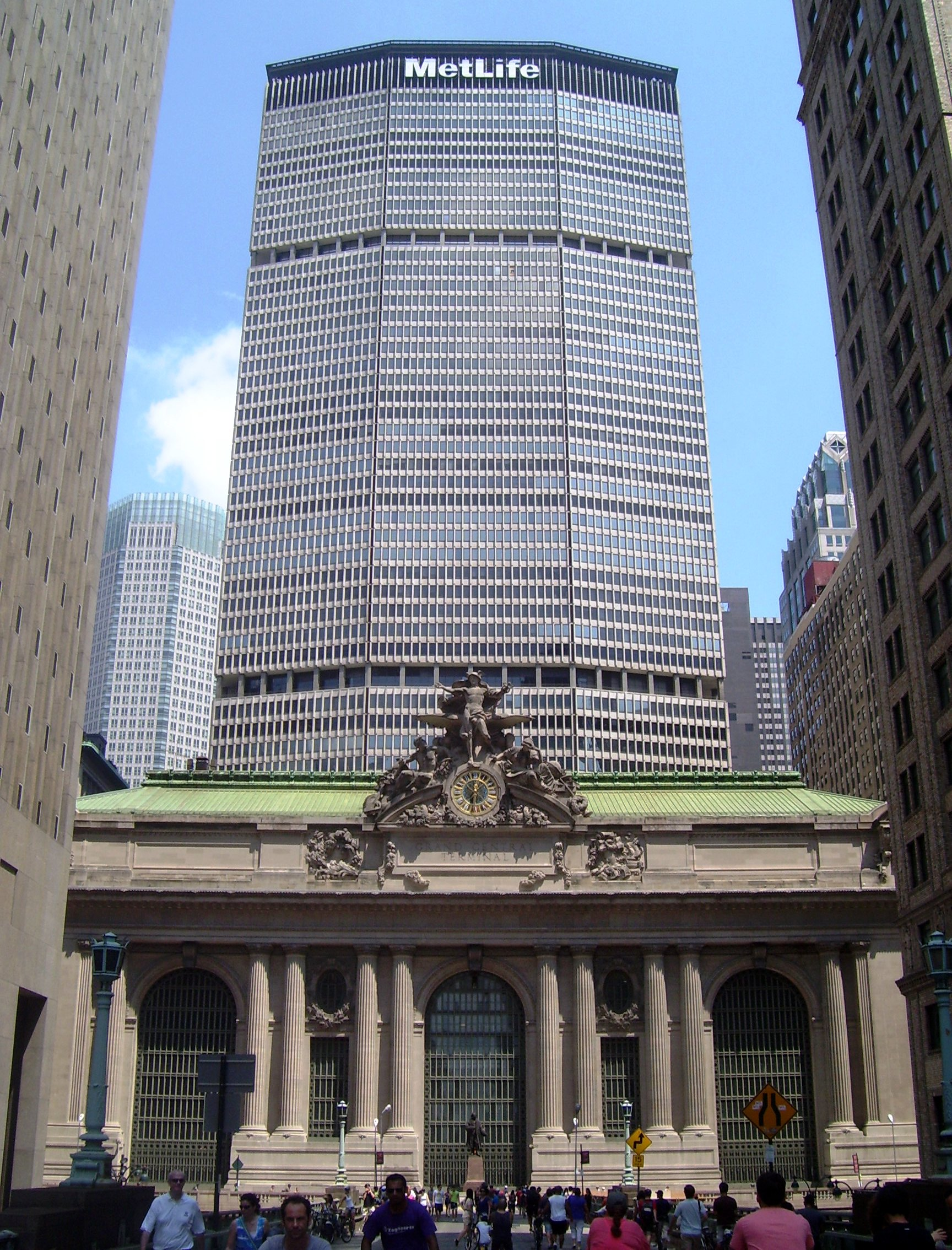
Desde el sur, con Grand Central Terminal en primer plano.

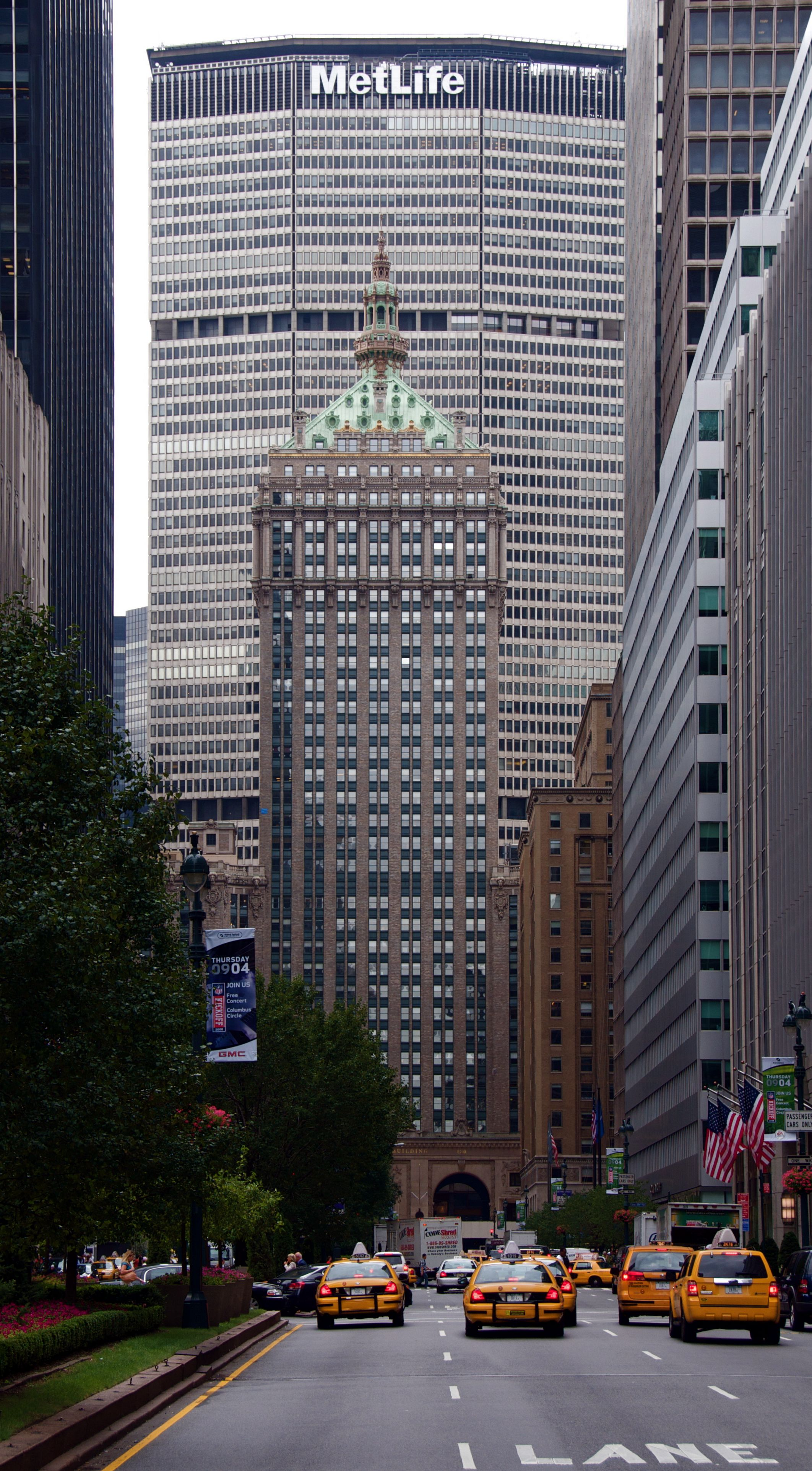
Desde el norte, con el Helmsley Building en primer plano.

El edificio es uno de los rascacielos más reconocibles de Nueva York. Diseñado en Estilo Internacional por Emery Roth & Sons con la colaboración de Walter Gropius y Pietro Belluschi, el Pan Am Building es totalmente de oficinas, con grandes plantas, volúmenes simples y ausencia de ornamentación en el exterior y el interior. Ha sido muy popular entre los inquilinos, en buena parte por su ubicación junto a la Grand Central Terminal. Actualmente se considera que el diseño del edificio se inspiró en el de la Torre Pirelli, construida en 1956 en Milán, que ha sido un modelo también de la Alpha Tower de Birmingham (Reino Unido) y otros edificios similares en Suiza y España.
En la planta 56 del edificio se sitúa el Sky Club. Juan Trippe, inventor de aviones y fundador de Pan Am, frecuentaba este club.

### Controversia
En 1987, una encuesta realizada por la revista New York reveló que esta torre era el edificio que los neoyorquinos más querían que se demoliera. Quizá contribuye al odio hacia el edificio el hecho de que es muy visible. Situado detrás de la Grand Central Terminal, fuera de la cuadrícula de calles de Manhattan, el edificio, que de otro modo estaría escondido en la ciudad, está totalmente expuesto y contrasta con los edificios que lo rodean, en especial el New York Central Building (actualmente llamado Helmsley Building). El MetLife Building también obstruye parcialmente la vista del Edificio Chrysler desde el Top Of The Rock.

## Ocupantes
Además de ser la sede oficial de la Metropolitan Life Insurance Company, el MetLife Building contiene oficinas de varias empresas, como la sede de Dreyfus Corporation, Knight Vinke, la división de inversión de Barclays, la oficina más grande de Greenberg Traurig, DnB NOR, CB Richard Ellis, Gibson, Dunn & Crutcher, Hunton & Williams, Computer Sciences Corporation, Winston & Strawn y Lend Lease Corporation. Además, el edificio es la sede en Estados Unidos de Mitsui & Co. (USA) Inc, la sucursal estadounidense de la empresa comercial más grande de Japón, BNP Paribas Investment Partners y su sucursal Fischer, Francis, Trees and Watts.
En la cima del edificio se sitúa la estación meteorológica KWO35, un transmisor de la Administración Nacional Oceánica y Atmosférica.

## En la cultura popular
- Debido a que es un edificio emblemático de Manhattan, aparece en películas como Only When I Larf, Coogan's Bluff, The French Connection, Armageddon, Atrápame si puedes y Charlie y la fábrica de chocolate.
- El edificio, aún en construcción, se puede ver brevemente en la película italiana Mafioso de 1962.
- En la película musical de 1970 On a Clear Day You Can See Forever, Yves Montand canta el primer verso de Come Back to Me en la azotea del edificio.
- En la serie de televisión Pan Am de la cadena ABC, aparece el edificio con su logo original.
- El edificio se compara con una lápida en la canción de Joni Mitchell Harry's House.
- Se puede ver una parodia suya en el videojuego Grand Theft Auto IV llamada Getalife Building (en inglés, get a life significa "consigue una vida"), y en el videojuego Crysis 2, donde es atacado por la artillería alienígena y se derrumba hacia la Grand Central Terminal. También aparece en el videojuego Spider-Man durante el nivel "la táctica de Oscorp."
- Varias secciones de la novela So You Want to Be a Wizard de Diane Duane suceden en el Pan Am Building o en sus alrededores.
- El edificio aparece brevemente en la película de 1986 Highlander y en la película de 1990 Gremlins 2, con el logo de Pan Am.
- También aparece, parcialmente destruido, en la película de 1998 Godzilla.
- El edificio aparece en la película de 2009 Knowing, en la que se destruye junto con el resto de Nueva York.
- En la película de 2012 The Avengers, se derriba la mayoría del edificio para alojar la Torre Stark.[21] Tras los sucesos de la película, la Stark Tower se remodela y se llama Torre de los Vengadores, que aparece brevemente en Iron Man 3 y Captain America: The Winter Soldier antes de aparecer en Avengers: Age of Ultron.
- El vídeo musical de la canción de Vampire Weekend Ya Hey se grabó en la azotea.

## Galería

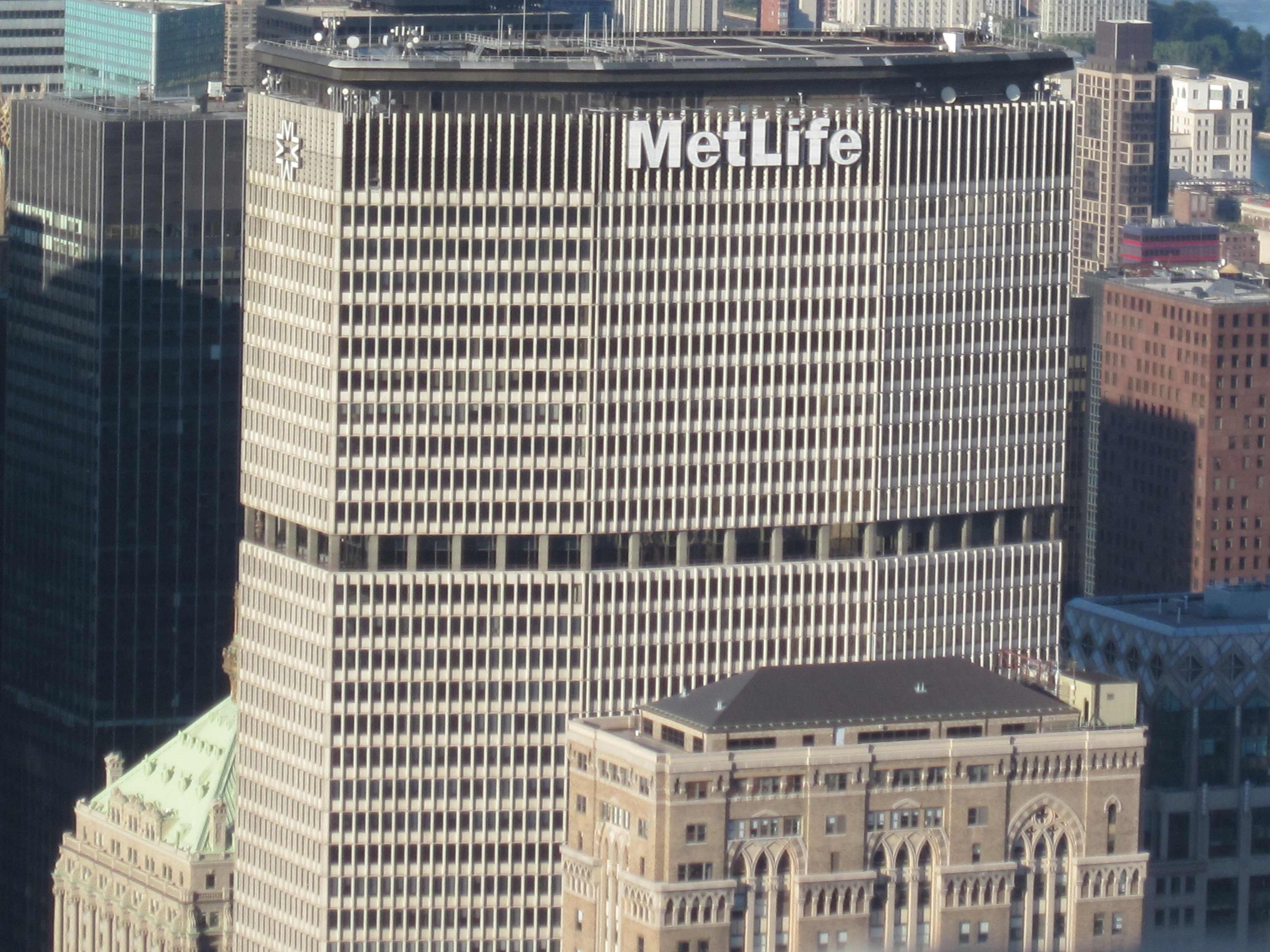
Visto desde el Empire State Building
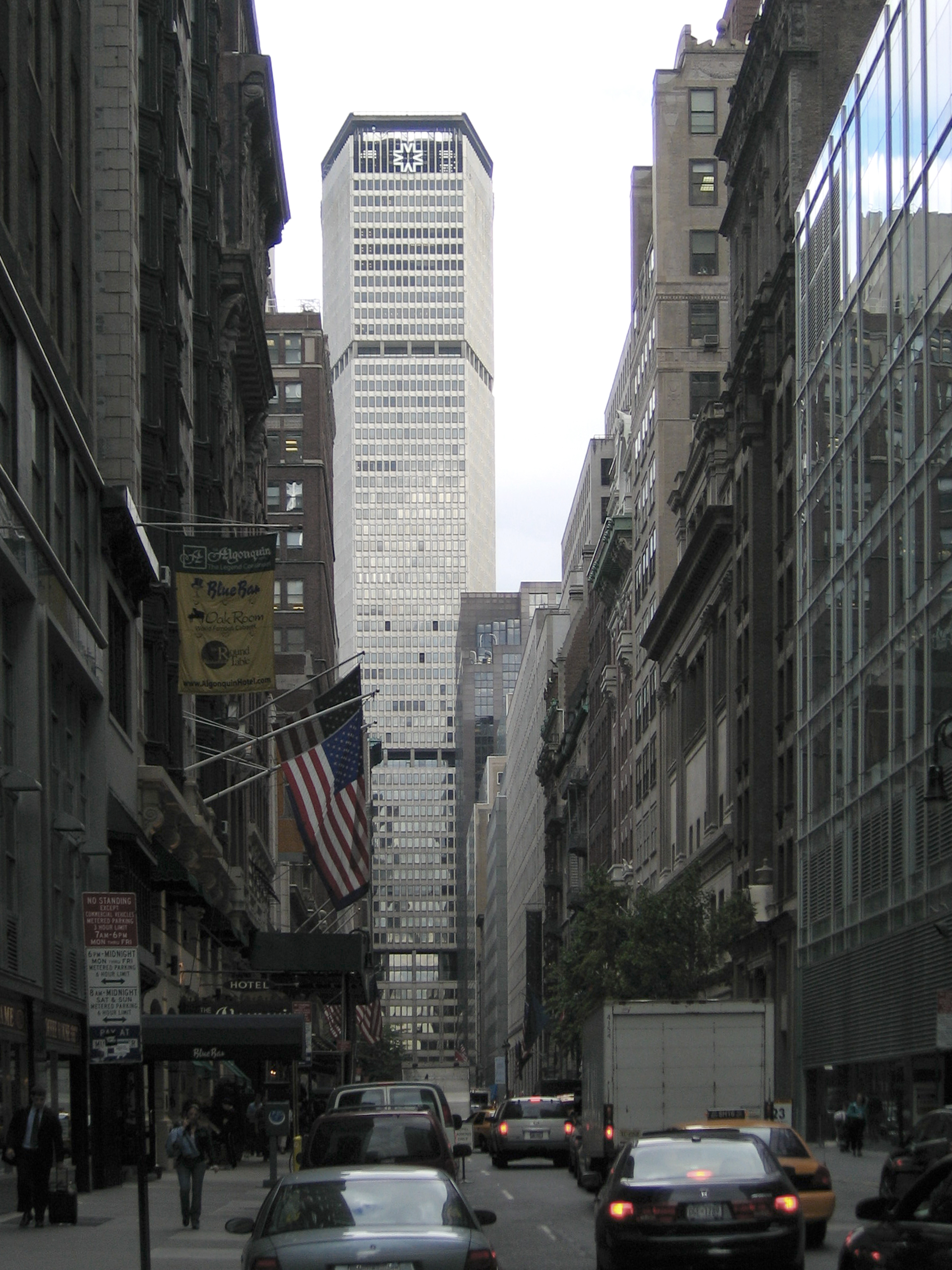
Desde la Calle 44
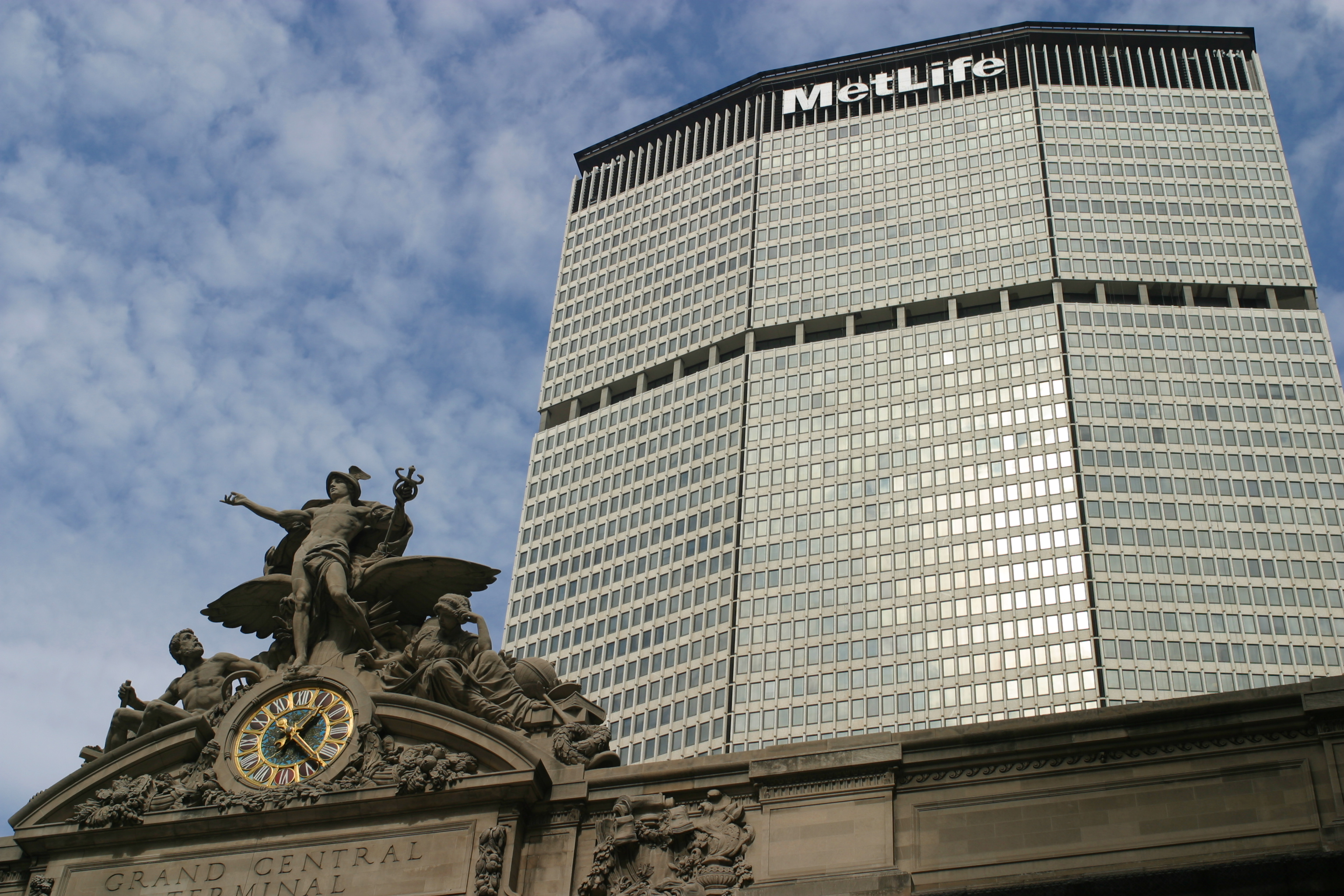
Con la Grand Central Terminal en primer plano
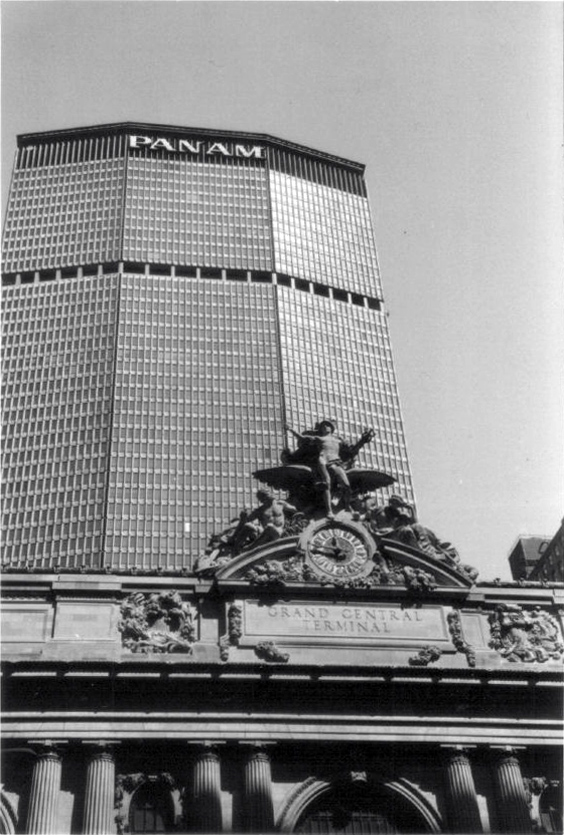
En los años 1980